# Karin Magnussen
Karin Auguste Ella Magnussen (* 9. Februar 1908 in Bremen; † 19. Februar 1997 ebenda) war eine deutsche Biologin und Lehrerin, die die nationalsozialistische Rassenlehre propagierte. Am Kaiser-Wilhelm-Institut untersuchte sie Augen ermordeter Häftlinge aus dem KZ Auschwitz, die ihr vom KZ-Arzt Josef Mengele zugesandt wurden.

## Leben
Karin Magnussen war die Tochter des Landschaftsmalers und Keramikers Walter Magnussen und der Bildhauerin Anna Magnussen-Petersen. Sie wuchs gemeinsam mit ihrer Schwester Hildegard in einem künstlerischen Elternhaus auf. Nach dem Abitur 1928 in Bremen studierte sie an der Universität Göttingen Biologie, Geologie, Chemie und Physik. Sie schloss das Studium 1932 mit einer Prüfung in den Fächern Botanik, Zoologie sowie Geologie ab. Im Juli 1932 legte sie ihre Dissertation: Untersuchungen zur Entwicklungsphysiologie des Schmetterlingsflügels vor. Nach der Promotion zum Dr. rer. nat. war sie bei Alfred Kühn am Zoologischen Institut der Universität Göttingen beschäftigt. Sie bestand 1936 das erste und später das zweite Staatsexamen für das höhere Lehramt unter anderem im Fach Biologie. In Hannover war Magnussen anschließend als Lehrerin an einem Gymnasium tätig.

## Nationalsozialistische Prägung
Als fanatische Nationalsozialistin trat Magnussen bereits während ihrer Studienzeit dem Nationalsozialistischen Deutschen Studentenbund (NSDStB) bei. Sie schloss sich zum 1. Juni 1931 der NSDAP an (Mitgliedsnummer 549.763), wurde später BDM-Führerin und gehörte dem Nationalsozialistischen Lehrerbund (NSLB) an. Als BDM-Führerin hielt sie im Gau Bremen Vorträge zu Rassen- und Bevölkerungspolitik. Sie war ab 1935 im Gau Hannover im Rassepolitischen Amt beschäftigt. Ihre Publikation Rassen- und bevölkerungspolitisches Rüstzeug erschien 1936. Die 1939 bei Lehmann in München verlegte Ausgabe dieser Schrift wurde nach Ende des Zweiten Weltkrieges in der Sowjetischen Besatzungszone auf die Liste der auszusondernden Literatur gesetzt.

## Beschäftigung am Kaiser-Wilhelm-Institut
Aufgrund eines Stipendiums wurde Magnussen im Herbst 1941 aus ihrem Lehrerinnenberuf beurlaubt und wechselte an das Kaiser-Wilhelm-Institut für Anthropologie, menschliche Erblehre und Eugenik (KWI-A) in Berlin-Dahlem. Ab diesem Zeitpunkt arbeitete sie in der Abteilung für Experimentelle Erbpathologie unter dem Abteilungsleiter Hans Nachtsheim. Ihr Forschungsschwerpunkt lag auf der Vererbung der Augenfarbe bei Kaninchen und Menschen. Ihr besonderes Interesse galt dabei der Iris-Heterochromie, die sie seit 1938 untersuchte. Magnussen versuchte den wissenschaftlichen Nachweis zu führen, dass die Augenfarbe nicht nur genetisch, sondern auch hormonell bedingt sei. Dabei nahm sie zunächst Untersuchungen an Kaninchenaugen vor. Ab Juli 1943 war sie wissenschaftliche Mitarbeiterin von Otmar Freiherr von Verschuer im KWI-A. Am KWI-A lernte sie auch Mengele kennen, der dort zeitweise forschte.
Die Deutsche Forschungsgemeinschaft (DFG) förderte ab 1943 neben acht anderen Forschungsprojekten am KWI-A auch eines zur „Erforschung der Erbbedingtheit der Entwicklung der Augenfarbe als Grundlage für Rassen- und Abstammungsuntersuchungen“. Dieses Projekt wurde von Magnussen bearbeitet.

## Aktive Beteiligung an Menschenversuchen im Konzentrationslager Auschwitz
Über einen Kollegen erhielt Magnussen 1942 die Information, dass sich unter der Sinti-Familie Mechau aus Norddeutschland vermehrt Zwillinge und Familienmitglieder mit Iris-Heterochromie befänden. Mitglieder der Familie wurden im Frühjahr 1943 ins KWI-A gebracht, wo Magnussen sie fotografierte. Noch im März 1943 wurde die Sinti-Familie ins KZ Auschwitz-Birkenau deportiert, wo Mengele seit Ende Mai 1943 als Lagerarzt tätig war. Nun konnte Magnussen ihre Experimente durch Mengele auch am Menschen vornehmen lassen.
Nach Anweisung von Magnussen behandelte Mengele unter anderem die Augen dieser Sintifamilie mit hormonellen Substanzen. Diese schmerzhaften Eingriffe führten bei den Opfern nicht selten zu Eiterung und Erblindung. Ziel dieser Experimente war die Erforschung und Beseitigung der Anomalie bei Menschen mit Iris-Heterochromie. Im Falle des Todes der Häftlinge sicherte Mengele Magnussen zu, ihr die Augen der Opfer zur weiteren Forschung und Auswertung zukommen zu lassen. Im zweiten Halbjahr 1944 erhielt Magnussen in mehreren Lieferungen insgesamt 40 Augenpaare der Experimentieropfer aus Auschwitz-Birkenau zugesandt.
Der ungarische Häftlingspathologe Miklós Nyiszli bemerkte nach der Obduktion von Sinti-Zwillingen, dass diese nicht krankheitsbedingt, sondern durch eine Chloroforminjektion ins Herz getötet worden waren. Nyiszli musste ihre Augen präparieren und ans KWI-A verschicken.
Mindestens bis zum Frühjahr 1945 hielt sich Magnussen in Berlin auf. Ernst Telschow bescheinigte im April 1946, dass Magnussen bis Ende 1945 Assistentin des KWI gewesen sei. Zusammen mit ihrer Partnerin Dorothea Michaelsen gelang es ihr, sich mit einem Kaninchen und weiterem Material aus dem KWI-A zu Verwandten nach Göttingen abzusetzen.

## Nach Kriegsende
Nach Ende des Zweiten Weltkrieges lebten beide wieder in Bremen in Magnussens Elternhaus in der Hagenauer Straße 7.

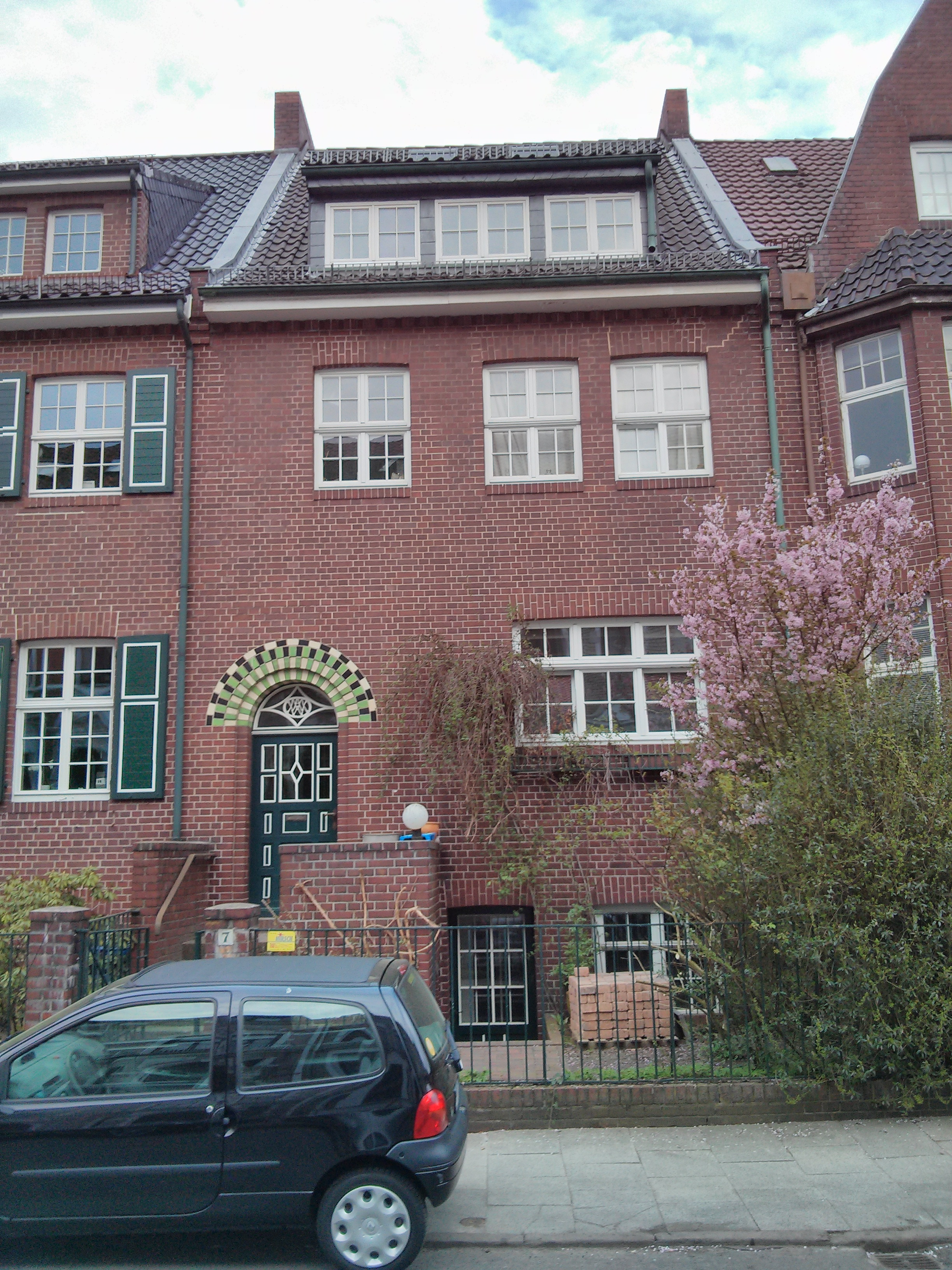
Haus Magnussen, Hagenauer Straße 7

Magnussen führte ihre Forschungsarbeit weiter. Aus dem niedersächsischen Schuldienst wurde sie am 26. April 1946 auf Anordnung der Militärregierung entlassen. Ihre 1944 fertiggestellte Forschungsarbeit wurde 1949 unter dem Titel Über die Beziehungen zwischen Irisfarbe, histologischer Pigmentverteilung und Pigmentierung des Bulbus beim menschlichen Auge publiziert. 1949 wurde sie in Bremen als Mitläuferin entnazifiziert, wobei sie verschwieg, dass sie sehr wohl wusste, woher bzw. von wem die von ihr untersuchten Präparate stammten – sie habe doch nicht „auf die Auswertung eines so wertvollen Materials verzichten“ können.
Ab 1950 bis zu ihrer Pensionierung 1970 unterrichtete Magnussen in Bremen zunächst am Mädchengymnasium an der Karlstraße, danach als Oberstudienrätin am Gymnasium an der Kurt-Schumacher-Allee  unter anderem das Fach Biologie, wobei sie als beliebte Lehrerin galt. Sie führte einen interessanten Biologieunterricht, wobei ihre Schülerinnen beispielsweise lebende und tote Kaninchen aus ihrer Zucht untersuchen konnten.
Sie publizierte bis 1964 Aufsätze in naturwissenschaftlichen Fachzeitschriften. Noch im hohen Alter rechtfertigte sie die nationalsozialistische Rassenideologie. So merkte sie 1980 in einem Gespräch mit dem Genetiker Benno Müller-Hill an, dass die Nürnberger Rassengesetze nicht weit genug gegangen seien. Zudem verneinte sie bis zuletzt, dass Mengele für ihre Untersuchungen Kinder getötet hätte. Magnussen war durch ihre Zusammenarbeit mit Mengele und die Versorgung mit „Menschenmaterial“ tief in Konzentrationslagerverbrechen verstrickt, von denen sie nichts gewusst haben will.
Sie lebte weiter in ihrem Elternhaus zusammen mit ihrer Lebenspartnerin Dorothea Michaelsen (31.12.1898- 29.09.1973), der ehemaligen Mitarbeiterin des Eugenikers und nationalsozialistischen Rassenhygienikers Eugen Fischer, die sie auch im Familiengrab Magnussen auf dem Riensberger Friedhof bestatten ließ.
Als Magnussen 1990 in ein Pflegeheim zog, wurden bei der Haushaltsauflösung noch mehrere Gläser mit Augen aus dem KZ Auschwitz gefunden. Diese Gläser wurden laut einem Familienangehörigen anschließend „entsorgt“. Sie schrieb noch zwei Biografien über ihre Mutter und ihren Vater, die Anfang der 1990er Jahre in Bremen erschienen. Magnussen starb im Februar 1997 in Bremen.